# 白羊座4
白羊座4（4 Ari, 4 Arietis），是一颗位于白羊座的恒星系统，距离地球约287光年，视星等为5.86。